# Абдуллах аз-Зури
Абдуллах аз-Зури (араб. عبد الله الزوري‎; род. 13 августа 1987, Эр-Рияд) — саудовский футболист, защитник клуба «Абха». Экс-игрок сборной Саудовской Аравии.

## Клубная карьера
Абдуллах аз-Зури начинал свою карьеру футболиста в клубе «Аль-Хиляль» из Эр-Рияда. В его составе он выиграл целый ряд национальных титулов, а также в 2014 году стал финалистом азиатской Лиги чемпионов. 5 февраля 2016 года Абдуллах аз-Зури сделал дубль в домашнем матче саудовской Про-лиги против «Аль-Фатеха».

## Карьера в сборной
24 мая 2008 года Абдуллах аз-Зури дебютировал в составе сборной Саудовской Аравии в домашнем товарищеском матче против команды Сирии, выйдя на замену после перерыва. 11 января 2009 года он забил свой первый гол за национальную команду, отличившись в матче Кубка наций Персидского залива 2009 против сборной ОАЭ. Абдуллах аз-Зури также принимал участие в матчах отборочных турниров чемпионатов мира 2010, 2014 и 2018 годов, Кубка наций Персидского залива в 2009 и 2014 годах. На Кубке Азии 2015 года в Австралии он провёл два матча.

## Достижения
«Аль-Хиляль»
- Чемпион Саудовской Аравии (3): 2007/08, 2009/10, 2010/11
- Обладатель Кубка короля Саудовской Аравии: 2015
- Обладатель Кубка наследного принца Саудовской Аравии (7): 2007/08, 2008/09, 2009/10, 2010/11, 2011/12, 2012/13, 2015/16
- Обладатель Суперкубка Саудовской Аравии: 2015
- Финалист Лиги чемпионов АФК: 2014